# Franz Xaver Fieber
Franz Xaver Fieber (Prag, 1. ožujka 1807. – Hrudim, 22. veljače 1872.) bio je njemački botaničar i entomolog. 
Bio je sin Franza Antona Fiebera i Marie Anne Hantsehl. Studirao je ekonomiju, znanost o upravljanju i moderne jezike na Češkom tehničkom sveučilištu u Pragu od 1824. do 1828. godine. Počeo se baviti financijama u državnoj službi prije nego što je postao magistrat u Hrudimu u Bohemiji. 
Fieber je bio član Deutsche Akademie der Naturforscher Leopoldina. Autor je "Synopsis der europäischen Orthopteren" (1854), Die europäischen Hemiptera (1860) i brojnih drugih publikacija o insektima. Značajno je doprinio proučavanju krila insekata. Proučavao je polukrilce i ravnokrilce. 